# Хуай-ди (Западная Цзинь)
Цзиньский Сяохуай-ди (кит. трад. 晉孝懷帝), кратко Цзиньский Хуай-ди (кит. трад. 晉懷帝), личное имя Сыма Чи (кит. трад. 司馬熾, пиньинь Sīmǎ Chì), взрослое имя Сыма Фэнду (кит. трад. 司馬豐度, 284 — 14 марта 313) — третий император империи Цзинь. Первый в истории Китая император, попавший в плен к врагу.

## Биография
Сыма Чи был одним из младших сыновей основателя империи Цзинь Сыма Яня; его матерью была наложница Ван. В 290 году, незадолго до смерти отца, получил титул Юйчжан-ван (豫章王).
Когда на престол взошёл слабоумный Хуэй-ди, и началась война восьми князей, то Сыма Чи, в отличие от своих братьев, не стал участвовать в борьбе за власть, а посвятил себя изучению истории. В конце 304 года император был насильно вывезен из Лояна в Чанъань, находившийся под контролем Сыма Юна, и Сыма Чи пришлось последовать за ним. В начале 305 года Сыма Юн лишил Сыма Ина титула наследника престола, и сделал вместо него наследником престола Сыма Чи. Когда в 306 году Сыма Юэ победил Сыма Юна, то Сыма Чи вместе с императором вернулся в Лоян.
В начале 307 года император Хуэй-ди был отравлен. Его жена Ян Сяньжун попыталась возвести на трон Сыма Циня, но Сыма Юэ воспротивился этому, и на трон всё-таки взошёл Сыма Чи, ставший императором Хуай-ди. Ян Синьжун получила титул «императрица Хуэй», но не титул «вдовствующая императрица».
Реальные рычаги власти в стране по-прежнему оставались в руках Сыма Юэ, несмотря на то, что тот покинул столицу и переехал в Сюйчан. Весной 307 года Сыма Цюань — брат Сыма Циня (то есть племянник императора) — был объявлен наследником престола. В 309 году, опасаясь роста реальной власти императора, Сыма Юэ неожиданно вернулся в Лоян, казнил ряд приближённых императора, распустил императорскую охрану и взял императора под защиту собственных войск.
Однако, несмотря на всю свою власть, Сыма Юэ не мог остановить хунну, которые основали в северном Китае государство Северная Хань. В конце 310 года он забрал из столицы последнюю регулярную армию, и двинулся против Ши Лэ. Лоян остался беззащитным, в нём царил голод, начались ночные грабежи. Тогда Сюнь Си, командовавший войсками провинции Цинчжоу (занимала центральную и восточную части современной провинции Шаньдун) предложил императору арестовать Сыма Юэ, которого обвинил во всех бедах. Император разрешил Сюнь Си делать всё, что тот сочтёт нужным. Сюнь Си арестовал и казнил двух лучших друзей Сыма Юэ. Сыма Юэ, узнав об опале, умер от сердечного приступа. Войско отправилось в родовое поместье Сыма Юэ, чтобы похоронить его там. Узнав об этом, Ши Лэ напал на эту огромную погребальную процессию, и уничтожил всю армию.
Узнав о потере последней армии, Сюнь Си заявил императору, что у него нет средств для обороны столицы, и посоветовал бежать. Однако во дворце не нашлось ни колесницы, ни лошадей, а голодные жители города грабили и убивали друг друга. Армия хунну не понеся потерь заняла город, и учинила резню. Император переодетым бежал из дворца, и сумел выбраться из города, но предатели сообщили хуннам, по какой дороге он пошёл, и те без труда поймали одинокого пешехода.
Пленённый император был доставлен в столицу государства Хань — Пинъян. В 312 году получил титул Куайцзи-гун (會稽公). В 313 году ему было приказано прислуживать на пиру, посвящённому празднованию нового года. Там его увидели некоторые бывшие цзиньские чиновники, и не смогли сдержать эмоций. Разъярённый правитель Хань Лю Цун приказал казнить этих чиновников и отравить бывшего императора.

## Девизы правления
- Юнцзя (永嘉 Yǒngjīa) 307—313